# AngloGold Ashanti AuDITIONS Brasil
O AngloGold Ashanti AuDITIONS Brasil é um concurso de design de joias em ouro realizado de dois em dois anos, organizado pela Anglogold Ashanti, um dos maiores conglomerados mineradores do mundo.
Além do Brasil, o evento é promovido também na China, Índia, Emirados Árabes Unidos e África do Sul.
O AuDITIONS tem o objetivo de fomentar e reconhecer a excelência do design brasileiro, bem como premiar ideias inovadoras que contribuam para o desenvolvimento do setor de joias em ouro.
Em 2008 a atriz Priscila Fantin foi escolhida para representar a imagem do concurso de design de joias, tanto no Brasil quanto no exterior.
Em 2010, a modelo Luiza Brunet foi escolhida como golden girl da quinta edição do concurso que tem o tema "Sincronicidade: valores humanos através dos tempos".
Os vencedores do AuDITIONS Brasil 2010 são a peça Mística (de Heloísa Azevedo e Leandro Portela = Categoria Designer) e o colar Cardume (de Thayane Carvalho da Silva - Categoria Revelação).